# Victoria Muñoz García
Victoria Muñoz García (Madrid, 1921 - ibídem, 5 d'agost de 1939) va ser una de Les Tretze Roses,joves republicanes espanyoles afusellades el 5 d'agost de 1939 a les tàpies exteriors del cementiri de l'Almudena, al costat de 46 homes. Tots ells acusats de pertànyer a les Joventuts Socialistes Unificades (JSU) o al Partit Comunista d'Espanya (PCE).

## Trajectòria
Victoria va néixer a Madrid, on vivia amb la família. Es va afiliar a les JSU el 1936, a l'edat de 15 anys. En acabar la Guerra civil, un seu amic, Julián Muñoz Tárrega, la va convèncer perquè entrés a formar part de la reorganització de les JSU, en el grup que comandava Sergio Ortiz en el sector de Chamartín de la Rosa. També formaven part d'aquell grup Ana López Gallego, Elena Gil Olaya, Luisa Rodríguez i Martina Barroso. Victoria tenia dos germans, Joan i Gregorio Muñoz “Goyo”, el responsable militar del sector.
Amb la derrota del Bàndol republicà, el règim instaurat pel govern del General Franco va encoratjar les denúncies de particulars com a obligació patriòtica i qualsevol persona sospitosa d'ideals republicans, comunisme, ateisme, separatisme, anarquisme, francmaçoneria, etc. podia ser investigada i detinguda.
Desarticulat el sector de Chamartín per les delacions, Gregorio, el germà de Victòria Muñoz, va ser sotmès, juntament amb set persones més, a un Consell de guerra sumaríssim d'urgència.Tal com consta en el procediment núm. 13896, va ser condemnat a mort i afusellat poques hores després, a la matinada del 17 de maig de 1939. El seu altre germà, Juan Muñoz, va morir a la comissaria com a conseqüència de les tortures sofertes.
Victòria va ser reclosa a la Presó de dones de Ventas el 6 de juny de 1939. Essent menor d'edat va ser ingressada al departament anomenat Escuela de Santa Maria, un espai creat per iniciativa de María Sánchez Arbós, una pedagoga republicana que en aquelles dates també estava empresonada. Allà va coincidir amb d'Ana López Gallego i Martina Barroso.
En l'expedient núm. 30. 426, una testimoni, sense al·ludir directament Muñoz, va esmentar que en el domicili de Blanca Brisac (un'altra de les Tretze Roses), es planejava un intent de complot contra el general Franco el dia de la desfilada del Primer Any de la Victòria; tot i que aquella circumstància, considerada incerta, va ser descartada. La sentència de mort dictada contra les 13 dones i els 43 homes d'aquella causa, está considerada com una represàlia i escarment per l'atemptat que van realitzar altres militants de les JSU contra el Comandant de la Guàrdia Civil i membre del Servei d'Informació i Policia Militar franquista, Isaac Gabaldón, la seva filla i el conductor José Luis Díez Madrigal. Va quedar provat que, malgrat formar part dels grups clandestins de la JSC, cap de les 13 noies havia tingut relació amb aquells fets, perquè ja estaven empresonades al moment que van succeir. La sentència de la causa judicial, amb data 3 d'agost, va ser aprovada aquell mateix dia per l'Auditoria de Guerra, en el text es feia constar que l'execució de les penes de mort romandrien en suspens fins que es rebés l'assabentat del General Franco. Malgrat això, la sentència es va executar el dia 5 sense esperar l'assabentat que no va ser signat fins al dia 13. Les instàncies amb les peticions d'indult, tampoc van ser cursades per la directora de la presó Carmen Castro.